# Susana Pintos

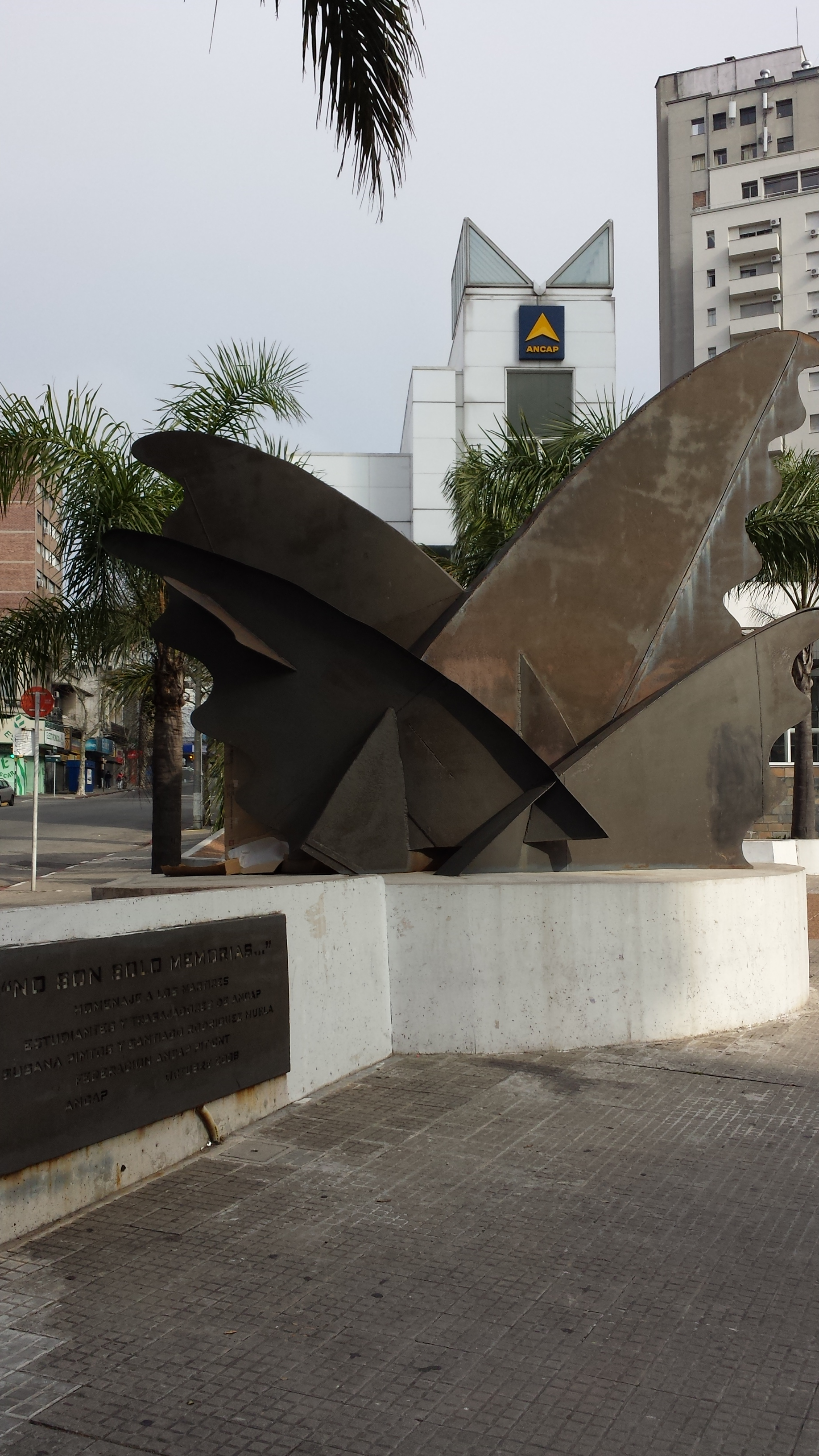
Monument a Susana Pintos, homenatge de la Federació ANCAP

Susana Inés Pintos Lepra, més coneguda com a Susana Pintos, (Montevideo, 25 de setembre de 1939 - Montevideo, 21 de setembre de 1968) va ser una estudiant i activista política comunista uruguaiana, un dels tretze màrtirs estudiantils que van ser assassinats a l'Uruguai entre 1968 i 1985. Era estudiant de l'Escola de la Construcció de la Universitat del Treball de l'Uruguai, militant de la Federació d'Estudiants Universitaris de l'Uruguai (FEUU), la Federació ANCAP (FANCAP) i de la Unió de la Joventut Comunista (UJC). La seva mort es va produir el 21 de setembre de 1968, a causa d'una bala disparada per la policia en el marc de la repressió a una manifestació estudiantil.

## Biografia
Nascuda el 25 de setembre de 1939, es va criar al barri de Curva de Maroñas, de Montevideo, al costat dels seus pares i els seus quatre germans: Wilson, Olga, Elsa i Nelson. Va cursar els seus estudis primaris a l'Escola número 55, els secundaris al Liceu número 8 i a l'Institut Alfredo Vázquez Acevedo (IAVA). Als vint anys va ingressar com a funcionària a l'ANCAP. També va començar els estudis a l'Escola de la Construcció, vinculant-se a la FEUU.

## Assassinat
El 1968 governava a l'Uruguai Jorge Pacheco Areco, del Partit Colorado, qui va governar sota la constant aprovació d'un recurs constitucional, les Mesures Ràpides de Seguretat, que permetien suspendre els drets individuals. En aquest marc, el 14 d'agost, mor l'estudiant d'Odontologia Líber Arce, disparat el dia 12, quan el govern va ordenar reprimir una manifestació reclamant la gratuïtat del transport per als estudiants uruguaians. Líber, d'aquesta forma, es va transformar en el primer màrtir estudiantil de l'Uruguai.
En complir-se un mes del seu assassinat, la FEUU va resoldre el dia 20 de setembre, al Paranimf de la Universitat de la República, convocar una manifestació de protesta contra l'avanç repressiu del govern.
Davant d'això, la resposta és novament la repressió: la policia, a l'esplanada de la Universitat, dispara contra els manifestants. En aquesta jornada va ser ferit de bala Hugo de los Santos, estudiant de la Facultat d'Economia, qui després moriria. Una vegada ferit, Pintos va córrer a assistir-lo, sostenint una camisa blanca en senyal de pau, i també va ser ferida per les forces policials. Va morir l'endemà, a l'Hospital de Clíniques de Montevideo.

## Homenatges
Cada 14 d'agost, el seu nom és un dels quals es recorda en el marc del Dia dels Màrtirs Estudiantils, que commemora l'aniversari de l'assassinat de Líber Arce.
El 9 d'octubre de 2008, una plaça de Montevideo, situada enfront de la seu de l'ANCAP, va ser batejada amb el nom de «Màrtirs estudiantils de ANCAP Susana Pintos i Santiago Rodríguez Muela».
Així mateix, un dels carrers de la capital uruguaiana, mitgera dels barris de Bañados de Carrasco i Flor de Maroñas, porta el seu nom. Es tractava de l'antic carrer de Carlemany, proper al lloc on ella vivia.
El febrer de 2020, el mural en homenatge seu, que es trobava a les parets exteriors de l'oficina central de l'ANCAAP, a la cruïlla dels carrers Paraguay i Cerro Largo del centre de Montevideo, va ser vandalitzat.